# 鴿子樂團
鴿子樂團（英語：Doves）是發跡於柴郡威姆斯洛的英國另類搖滾樂團，由雙胞胎兄弟傑茲（歌唱、吉他）與安迪·威廉斯（歌唱、鼓）以及吉米·古德溫（貝斯、歌唱、吉他）三人所組成，另有非正式成員、鍵盤手馬丁·雷布斯基。

## 音樂作品

### 專輯
- 失魂（Lost Souls）（2000年4月3日）
- 最後廣播（The Last Broadcast）（2002年4月29日）
- 搖滾都市（Some Cities）（2005年2月21日）
- 腐朽國度（The Last Broadcast）（2009年4月6日）
- 宇宙想往（The Universal Want）（2020年9月11日）
- 寂寞星群（Constellations for the Lonely）（2025年2月28日）

### 精選
- 神秘異境：十年精選（The Places Between: The Best of Doves）（2010年4月5日）

## 外部連結
- 鴿子樂團官方網站